# Brandon Bochenski
Brandon Louis Bochenski, född 4 april 1982 i Blaine, Minnesota, är en kazakisk-amerikansk ishockeyspelare som spelar för Barys Astana i KHL. Han valdes av Ottawa Senators i sjunde rundan i 2001 års NHL-draft som 223:e spelare totalt.
Bochenski har tidigare spelat för NHL-klubbarna Ottawa Senators, Chicago Blackhawks, Boston Bruins, Anaheim Ducks, Nashville Predators och Tampa Bay Lightning.
24 mars 2016 meddelade IIHF att de hade godkänt en begäran om att tillåta Bochenski, Dustin Boyd och Nigel Dawes att spela för Kazakstan i hockey-VM 2016.

## Statistik
| 1999–00 | Blaine High School         | USHS | 28  | 32  | 30  | 62  | —   | —  | — | —  | —  | —  |
| 2000–01 | Lincoln Stars              | USHL | 55  | 47  | 33  | 80  | 22  | 11 | 5 | 7  | 12 | 4  |
| 2001–02 | University of North Dakota | WCHA | 36  | 17  | 15  | 32  | 34  | —  | — | —  | —  | —  |
| 2002–03 | University of North Dakota | WCHA | 43  | 35  | 27  | 62  | 42  | —  | — | —  | —  | —  |
| 2003–04 | University of North Dakota | WCHA | 41  | 27  | 33  | 60  | 40  | —  | — | —  | —  | —  |
| 2004–05 | Binghamton Senators        | AHL  | 75  | 34  | 36  | 70  | 16  | 6  | 1 | 0  | 1  | 2  |
| 2005–06 | Binghamton Senators        | AHL  | 33  | 22  | 24  | 46  | 36  | —  | — | —  | —  | —  |
| 2005–06 | Ottawa Senators            | NHL  | 20  | 6   | 7   | 13  | 14  | —  | — | —  | —  | —  |
| 2005–06 | Chicago Blackhawks         | NHL  | 20  | 2   | 2   | 4   | 8   | —  | — | —  | —  | —  |
| 2005–06 | Norfolk Admirals           | AHL  | —   | —   | —   | —   | —   | 3  | 1 | 1  | 2  | 0  |
| 2006–07 | Norfolk Admirals           | AHL  | 35  | 33  | 33  | 66  | 31  | —  | — | —  | —  | —  |
| 2006–07 | Chicago Blackhawks         | NHL  | 10  | 2   | 0   | 2   | 2   | —  | — | —  | —  | —  |
| 2006–07 | Boston Bruins              | NHL  | 31  | 11  | 11  | 22  | 14  | —  | — | —  | —  | —  |
| 2007–08 | Boston Bruins              | NHL  | 20  | 0   | 6   | 6   | 6   | —  | — | —  | —  | —  |
| 2007–08 | Anaheim Ducks              | NHL  | 12  | 2   | 2   | 4   | 6   | —  | — | —  | —  | —  |
| 2007–08 | Nashville Predators        | NHL  | 8   | 1   | 2   | 3   | 0   | 3  | 0 | 0  | 0  | 0  |
| 2008–09 | Norfolk Admirals           | AHL  | 69  | 27  | 26  | 53  | 48  | —  | — | —  | —  | —  |
| 2008–09 | Tampa Bay Lightning        | NHL  | 7   | 0   | 1   | 1   | 2   | —  | — | —  | —  | —  |
| 2009–10 | Norfolk Admirals           | AHL  | 42  | 21  | 19  | 40  | 16  | —  | — | —  | —  | —  |
| 2009–10 | Tampa Bay Lightning        | NHL  | 28  | 4   | 9   | 13  | 2   | —  | — | —  | —  | —  |
| 2010–11 | Barys Astana               | KHL  | 40  | 22  | 23  | 45  | 36  | 4  | 0 | 1  | 1  | 2  |
| 2011–12 | Barys Astana               | KHL  | 49  | 27  | 32  | 59  | 26  | 7  | 0 | 5  | 5  | 8  |
| 2012–13 | Barys Astana               | KHL  | 48  | 20  | 20  | 40  | 22  | 7  | 4 | 3  | 7  | 12 |
| 2013–14 | Barys Astana               | KHL  | 54  | 28  | 30  | 58  | 55  | 10 | 2 | 7  | 9  | 14 |
| 2014–15 | Barys Astana               | KHL  | 60  | 20  | 36  | 56  | 60  | 1  | 0 | 0  | 0  | 0  |
| 2015–16 | Barys Astana               | KHL  | 60  | 20  | 41  | 61  | 48  | —  | — | —  | —  | —  |
|         | NHL totalt                 |      | 156 | 28  | 40  | 68  | 54  | 3  | 0 | 0  | 0  | 0  |
|         | KHL totalt                 |      | 311 | 137 | 182 | 319 | 247 | 29 | 6 | 16 | 22 | 36 |